# Paul Bernd Spahn

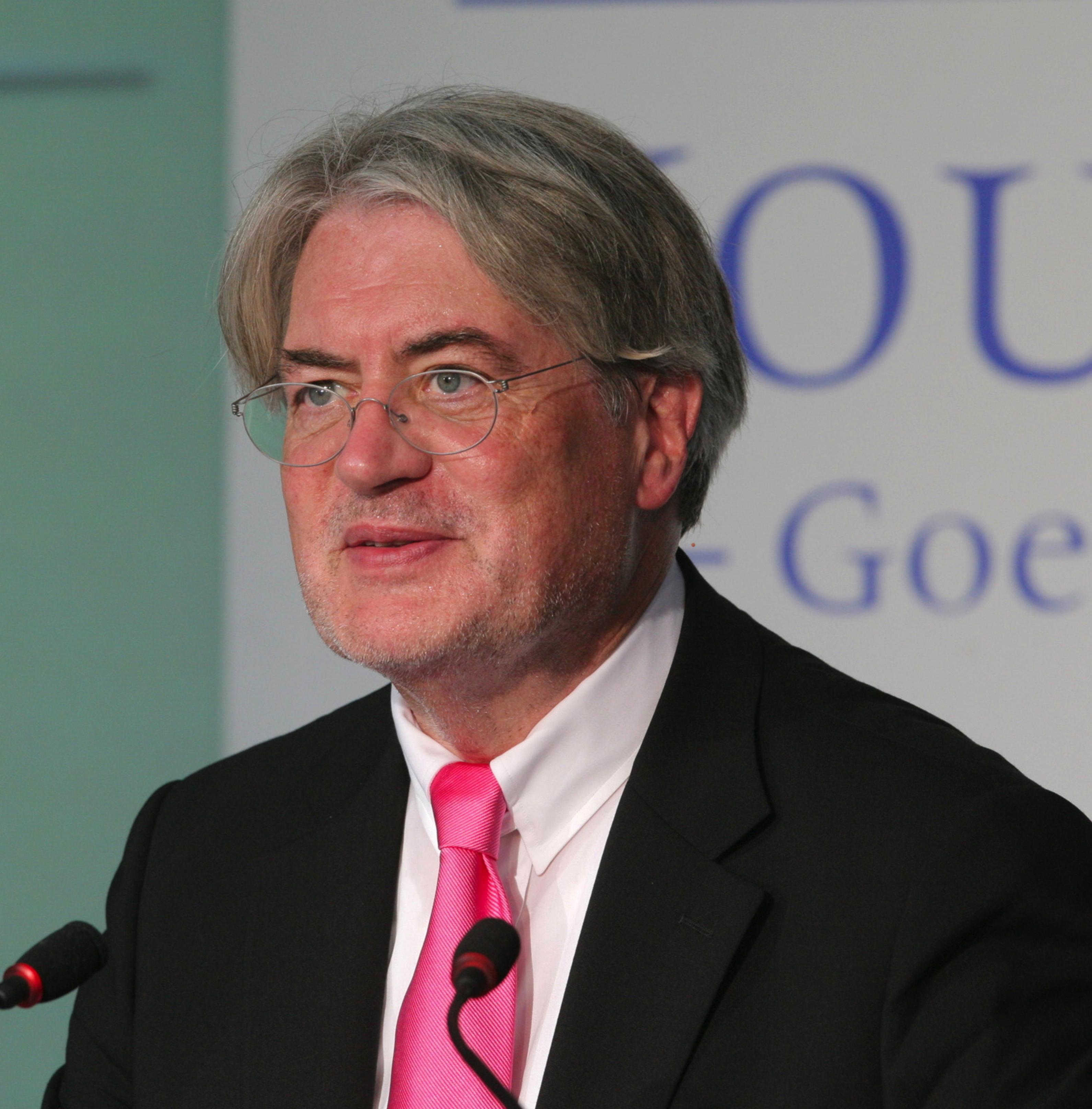
Paul Bernd Spahn (2008), während der Einweihung des House of Finance, Frankfurt

Paul Bernd Spahn (* 17. Oktober 1939 in Darmstadt; † 30. Mai 2025) war bis zu seiner Emeritierung im Jahr 2005 Professor für Öffentliche Finanzen an der Johann Wolfgang Goethe-Universität Frankfurt am Main.

## Leben
Spahn besuchte bis zum Abitur 1959 das humanistische Ludwig-Georgs-Gymnasium zu Darmstadt und begann nach dem Wehrdienst ein Studium der Volkswirtschaftslehre an den Universitäten Frankfurt/Main, Paris (Sorbonne), Rio de Janeiro (Universidade do Brasil) und FU Berlin. Im Jahr 1972 wurde er an der Freien Universität Berlin promoviert. Nach einer Tätigkeit für das Deutsche Institut für Wirtschaftsforschung (DIW) und die Fachhochschule für Wirtschaft in Berlin war er bei verschiedenen Hochschulen, darunter der Harvard University, Cambridge, Mass., und der Australian National University, Canberra, sowie bei der Organisation für wirtschaftliche Zusammenarbeit und Entwicklung (OECD) tätig. Im Jahr 1979 wurde er zum Professor für Volkswirtschaftslehre an die Frankfurter Universität berufen.
Spahn war in den Jahren 1986 bis 1987 Vizepräsident der Goethe-Universität und von September 2006 bis Juni 2008 der erste Geschäftsführende Direktor des House of Finance in Frankfurt. Er engagierte sich für den Aufbau der Goethe Business School und des Institute for Law and Finance in Frankfurt und war dort bis 2014 als akademischer Lehrer tätig. Als Gastprofessor unterrichtete er in Paris (American University), Lyon (Université Lumière), Valdivia (UACh), Mexiko (ITAM), Perth (UWA), Los Angeles (UCLA), Christchurch (UC) und Montréal (UdM).
Spahn war Berater für zahlreiche internationale Organisationen wie die Vereinten Nationen, den Internationalen Währungsfonds, die Weltbank, die Europäische Kommission, das Europäische Parlament und den Europarat. Für diese Institutionen beriet er über 70 Regierungen. Nach seiner Emeritierung verbrachte er ein Jahr in Sarajevo als makroökonomischer Berater der Regierungen von Bosnien und Herzegowina (Gesamtstaat und Entitäten). Von 2008 bis 2010 war er Mitglied der Independent Commission on Funding and Finance for Wales in Großbritannien.
Während seiner Zeit beim IWF entwickelte Spahn ein Konzept für eine Steuer zur Eindämmung von Devisenspekulationen (Spahn tax). Aufmerksamkeit erlangte seine 2002 im Auftrag des Bundesministeriums für wirtschaftliche Zusammenarbeit und Entwicklung (BMZ) veröffentlichte Machbarkeitsstudie in Bezug auf die Tobin-Steuer, Zur Durchführbarkeit einer Devisentransaktionssteuer.
Spahn starb am 30. Mai 2025.

## Veröffentlichungen (Auswahl)
- Die Besteuerung der persönlichen Einkommen in der Bundesrepublik Deutschland, System und Modell, Berlin (1972), Diss.
- The Community Budget for an Economic and Monetary Union, Houndsmill, Basingstoke, Hampshire: Macmillan (1993).
- „The Tobin Tax and Exchange Rate Stability“, Finance and Development, Washington D.C. (1996 June), 24–27.
- Tax Modeling for Economies in Transition (mit Mark Pearson), Macmillan, Houndsmills, Basingstoke (1998).
- „Decentralized Government and Macroeconomic Control“, in Horofumi Shibata and Toshihiro Ihori (Eds.), The Welfare State, Public Investment, and Growth, Springer: Tokyo (1998), 129–150.
- Zur Durchführbarkeit einer Devisentransaktionssteuer (On the feasibility of a tax on foreign exchange transactions), Gutachten im Auftrag des Bundesministeriums für Wirtschaftliche Zusammenarbeit und Entwicklung, Bonn (Januar 2002).
- Conditioning Intergovernmental Transfers and Modes of Interagency Cooperation for Greater Effectiveness of Multilevel Government in OECD Countries, OECD, Paris (2012).